# 皮漱石
皮漱石（英語：Ignatius P'i Shu-shih；1897年2月1日—1978年5月16日；原名：皮金旭；圣名：依纳爵），辽宁辽阳人，是天主教中國籍總主教及中國天主教愛國會成員。曾任奉天總教區總主教（1949年-1978年）及中國天主教友愛國會主席（1957年－1978年）。

## 生平

### 早年生活
皮漱石出生于1897年2月1日，在清朝盛京将军辖地遼陽州沙岭村，1906年受洗成為信徒及加讀沙嶺教會書房。兩年後，在本村一位王姓私塾先生教導下學習四書五經。1910年起，先后就读于奉天教区小修院及總修院。1928年7月1日，皮漱石他32歲時晋鐸，随后仍在修院任教。直到1942年12月，被派到大連西崗區堂區出任主任司鐸。

### 牧職
1949年7月26日，皮漱石在52歲時獲時任教宗庇護十二世任命奉天總教區總主教。同年10月11日，在上海土山湾加爾默羅會聖若瑟聖衣院小堂由聖座駐華公使黎培理总主教主礼，江蘇海門教區主教朱開敏和江蘇蘇州教區主教龔品梅晉牧。
皮漱石總主教是奉天總教區首位本地總主教，亦是繼北京總教區總主教田耕莘、南京總教區總主教于斌和南昌總教區總主教周济世後第四位本地總主教。以及，该年獲任命的6位本地主教之一；另外5位分別是四川萬縣教區主教段蔭明、四川嘉定教區主教鄧及洲、山西汾陽教區主教雷震霞、江蘇蘇州教區主教龔品梅和察哈爾西灣子教區主教張克興。
1949年10月1日，中國共產黨在中國大陸地區建立中華人民共和國，並開始針對天主教進行宗教迫害及打壓，教會已經無法正常運作。1951年10月4日，皮漱石總主教被捕及判刑在監外執行。

### 愛國會主席
1956年7月，皮總主教選擇與政府合作，與湖北襄陽教區主教易宣化、四川順慶教區主教王文成和陝西盩厔教區主教李伯漁參加在北京舉行中國天主教愛國會籌備會議。1957年7月，皮總主教當選為由中國政府控制的組織中國天主教友愛國會第一任主席。
1958年至1963年期間，皮總主教自選自聖30人成為主教。當中包括济南教区董文隆、周村教区宗怀德、益都教区贾福善、曹州教区李鸣月（1958年6月1日，济南）、长沙教区熊德达、澧县教区李震林、常德教区杨高坚、衡阳教区郭则谦、岳阳教区李树仁（1958年10月26日，长沙）、北京教区姚光裕（1959年7月26日）、上海教区张家树、杭州教区吴国焕、宁波教区舒其谁、温州教区方志刚（1960年4月27日，上海）、开封教区何春明、正定教区刘安祉、韶州教区夏学谦、昆明教区孔令忠、太原教区李德化、汾阳教区高庸、福州教区林泉（1962年1月24日，北京）等。
1959年起，皮總主教參與中國政治組織及成為全國政協委員會委員。1978年5月16日，皮漱石總主教在中國北京去世，享年81岁。其骨灰安放于北京市八寶山革命公墓，2005年再被迁到辽宁铁岭的天主教公墓安放。